# Итаваза
Итаваза (груз. იტავაზა) — село в Грузии, на территории Сачхерского муниципалитета края (мхаре) Имеретия.

## География
Село находится в центральной части Грузии, на берегах реки Извары (левый приток Квирилы), на расстоянии приблизительно 7 километров (по прямой) к юго-востоку от города Сачхере, административного центра муниципалитета. Абсолютная высота — 718 метров над уровнем моря.

## Население
По результатам официальной переписи населения 2014 года, в Итавазе проживало 533 человека (272 мужчины и 261 женщина). В национальной структуре населения грузины составляли 99,8 %, украинцы — 0,2 %.
| Год  | Население, человек |
| ---- | ------------------ |
| 2002 | 768                |
| 2014 | ↘ 533              |